# Lucara Diamond
Lucara Diamond Corp. est une entreprise d'exploration et d'extraction de diamants, fondée en 2009 par deux dirigeants miniers canadiens, Eira Thomas, Catherine McLeod‑Seltzer, et le milliardaire suédo‑canadien du secteur minier Lukas Lundin, opérant en Afrique australe, mais établie au Canada. En août 2024, le deuxième plus grand diamant de qualité gemme jamais découvert au monde a été découvert à la mine Karowe au Botswana.

## Opérations

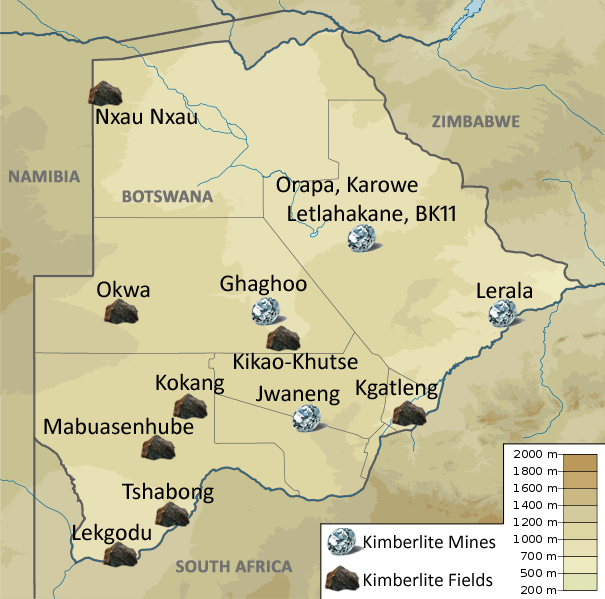
Mines de diamants et champs de kimberlite au Botswana

Lucara détient une participation de 40 % dans le projet AK6 de kimberlite (actuellement la mine Karowe) au Botswana. En octobre 2010, Lucara achète African Diamonds, obtenant ainsi une participation de 100 % dans la mine. La mine possède une estimation de diamants d'une valeur de 2,2 milliards de dollars américains. AK6 se trouve dans le district Orapa/Letlhakane.
Parmi les autres opérations, on trouve le projet de diamant Mothae au Lesotho, où le traitement de la kimberlite commence en juin 2010 et où un diamant de 53,5 carats est déjà découvert ; le projet Kavango en Namibie ; ainsi que des projets de mines et des demandes de licences minières au Zimbabwe, au Cameroun et au Botswana.

## Pierres remarquables
Le 18 novembre 2015, la société annonce la découverte du Lesedi La Rona. Au moment de la découverte, il s'agit du deuxième plus grand diamant de qualité gemme au monde (seul le Cullinan de 3 106 carats est plus grand). Le diamant de type IIa se trouve dans la mine Karowe de la société, dans le nord‑centre du Botswana. Le diamant pèse 1 111 carat et mesure 65 par 56 par 40 mm. Un jour plus tard, deux autres diamants pesant 813 et 374 carats sont également découverts. Toutes les pierres proviennent de la veine AK6 ouverte il y a 18 mois, qui a depuis produit plus de 1 000 000 carats de diamants. La société vend le diamant Constellation de 813 carats en mai 2016 pour 63,1 millions de dollars et un diamant de 341,9 carats en juillet 2015 pour 20,6 millions de dollars. Le Lesedi est depuis vendu pour 53 millions de dollars.

## Structure de l'entreprise
La présidence du conseil d'administration de 2010 à 2022 est assurée par Lukas Lundin, fils de Adolf H. Lundin, fondateur de Lundin Mining et de Lundin Petroleum. La présidente‑directrice générale de Lucara est Eira Thomas,. En janvier 2020, plus de la moitié des dirigeants de la société, au Botswana et dans le monde, sont des femmes.
En mars 2011, Lucara est signalée en discussion pour une fusion avec Gem Diamonds.
Après la découverte du Lesedi La Rona, les actions de la société augmentent de 28 %.